# Wallander – Sveket
Wallander – Sveket är en svensk thriller från 2013. Det är den tredje filmen i den tredje (och sista) omgången med Krister Henriksson i rollen som Kurt Wallander. Filmen släpptes på DVD den 24 juli 2013.

## Handling
En ung kvinna kommer in till Ystads poliskontor för att anmäla sin mamma försvunnen. Strax efteråt hittas mamman död i närheten av familjens hem. Ystadspolisen hamnar i ett fall som hela tiden rör upp nya trådar samtidigt som polisen misstänker att fadern är den skyldige. På det personliga planet blir Martinsson allt mer orolig för Kurt som börjar få det allt svårare med minnet.

## Rollista (urval)
Återkommande:
- Krister Henriksson - Kurt Wallander
- Charlotta Jonsson - Linda Wallander
- Signe Dahlkvist - Klara Wallander
- Leonard Terfelt - Hans von Enke
- Douglas Johansson - Jan Martinsson
- Mats Bergman - Nyberg
- Fredrik Gunnarsson - Svartman
- Malena Engström - Bea
- Stina Ekblad - Karin

I detta avsnitt:
- Hedda Stiernstedt - Amanda Wredin
- Tobias Zilliacus - Erik Wredin
- Karin Bergquist - Julia Wredin
- Christoffer Olofsson - Tore
- Karin Franz Körlof - Alexia
- Simon Reithner - Oscar
- Maria Arnadottir - Ewa
- Lena Ringqvist - Linn Hedman
- Kajsa Wipp - Tores mamma
- Håkon Svensson - Grannen[2]